# Sensibilidad somática
La sensibilidad somática es el mecanismo nervioso que recopila la información sensitiva de todo el cuerpo. Estos sentidos se contraponen a las sensibilidades especiales, que aluden específicamente a la vista, el oído, el olfato, el gusto y el equilibrio.

## Clasificación
Las sensibilidades somáticas pueden clasificarse en tres tipos fisiológicos: 
1. Las sensibilidades somáticas mecanorreceptoras: estas se forman por las sensaciones táctiles y posicionales cuyo estímulo depende del desplazamiento mecánico de algún tejido del organismo[1]
2. Las sensibilidades termorreceptoras: son las que permiten detectar el frío y el calor[1]
3. La sensibilidad al dolor: es la que se activa con factores que dañan los tejidos, como pinchazos, cortes, trituración, quemadura y congelación.[2]

Las sensibilidades somáticas muchas veces también se reúnen en otros tipos de grupos, como los siguientes.
- La sensibilidad exterorreceptora es la que procede de la superficie del cuerpo.[1]
- La sensibilidad propiorreceptora es la que tiene que ver con el estado físico del cuerpo, como las sensaciones posicionales, las tendinosas y musculares, las de presión originadas en la planta de los pies e incluso la sensación de equilibrio (que a menudo se considera una sensibilidad «especial» en vez de una sensibilidad somática).[3]
- La sensibilidad visceral es la que deriva de las vísceras del cuerpo; al emplear este término, uno suele referirse en concreto a las sensaciones de los órganos internos.[1]
- La sensibilidad profunda es la que viene de los tejidos profundos, como las fascias, los músculos y los huesos. Comprende básicamente la presión «profunda», el dolor y la vibración.[3]